# Pere Figueres
Pere Figueres, né le 14 mars 1950 à Ponteilla (Pyrénées-Orientales),, est un poète, chanteur, auteur-compositeur-interprète et sculpteur sur liège français. Issu d'une famille paysanne penchée sur les arts et les savoirs populaires, il est l'un des symboles majeurs de la renaissance culturelle catalane en France.
Régulièrement présenté par la presse, nord-catalane en particulier, comme un poète de la terre, [citation nécessaire] Pere Figueres vit près d'elle, rendant plus légitimes et réels des textes continuellement nourris de références aux éléments et aux sentiments. Peu enclin à la rumeur des villes, Pere Figueres est un personnage enjoué, déterminé, hautement poétique. Il investit la même passion dans sa révolte douce comme dans ses moments apaisés et souriants. Sa voix grave chante le plus souvent l’amour, parfois inscrit dans le temps qui passe. Il compose et s'accompagne à la guitare.

## Parcours chronologique
Encore adolescent, c’est en 1965 qu’un autre artiste, appelé alors Jean-Paul Giné, âgé de 18 ans à peine, l’invite à participer à la troupe Le Théâtre des Aspres. Bientôt, les deux garçons présentent un spectacle sur des textes de Boris Vian. Figueres chante des chansons de Jacques Brel, Georges Brassens et Raimon, le grand chanteur catalan, alors en pleine gloire.
Quelques années plus tard, Jean-Paul devient Joan Pau Giné et Pierre devient Pere Figueres. Il apprend à écrire sa langue, et rejoint le groupe d’action culturelle "Grup Guillem de Cabestany". Cette formation accueille des artistes en devenir, comme le tout jeune Gérard Jacquet. Le chanteur Pere Figueres naît ainsi, en côtoyant les auteurs et chanteurs de la nouvelle chanson catalane, cette « Nova Cançó » née au Sud, où le régime franquiste bâillonne la société. Dans les festivals, les salles polyvalentes ou les places de villages, la plupart du temps en concerts collectifs donnés gratuitement, Pere Figueres enregistre ses chansons en 1974 sur un disque 45 tours intitulé « Pres d'aquest país sóc », sur des textes de son contemporain Jordi Pere Cerdà et de Joan Amade, de l’école d’avant-guerre. « Pres d’aquest país sóc » signifie « Je suis prisonnier de ce pays ». Tout est dit…
Une carrière commence, pas toujours facile, car dans la continuité familiale, Pere Figueres travaille la vigne. Ce travail rude attache l’artiste aux éléments naturels. C’est ainsi qu’il écrit des dizaines de chansons répondant aux inquiétudes de son temps, telles l’exode vers le Nord de la France et la protection de la terre, ou éternelles, comme la mémoire, l’amour et l’absence de l’être cher. Fidèle à la nature, confiant en l’être humain, le chanteur de la région de l’Aspre sait chanter un peuple catalan parfois mystérieux, mais partageur. L’émotion prime toujours, et, malgré l’absence de maisons de production, l’année 1977 est celle de la sortie d’un premier vinyle longue durée,  « A la recerca d'una Terra ». Pere Figueres y chante ses textes : « No me’n vull de no haver deixat el meu carrer » (je ne regrette pas de ne pas avoir quitté ma rue). Ce message sera compris par le public, les prestations, en Catalogne Nord et Sud, s’accélèreront, et d’autres disques suivront. « Tinc al cor un poble », en 1983, conçu dans des conditions exceptionnelles par les studios Polygone de Toulouse, puis, à la suite d'une longue pause sur disque, la fresque « Arbre », parue sous forme de livre-objet musical en 1998, consacrée aux paysages de la région catalane de l'Aspre, à ses vignes et à ses arbres aux caractères variés, où la voix et les cordes de Figueres répondent au son d’une cobla, habituellement vouée à la sardane. Cette œuvre surprenante et moderne ouvre une deuxième étape dans son parcours artistique.
En effet, le pays a changé, ses habitants sont aussi des nouveaux catalans, parmi lesquels des mélomanes et amateurs de poésie. Les concerts sont moins nombreux, ou souvent organisés sous d’autres latitudes. C’est ainsi que Figueres monte sur scène au Pays Basque, en Lorraine, en Languedoc ou en Italie. La distribution des disques s’est nettement améliorée, et le public peut combler son envie de chanson catalane. À Perpignan comme à Barcelone, la critique salue le parcours de l’artiste, qui retrouve une confiance par moments étiolée, et enregistre « Tu i jo » en 2005 : « Entre toi et moi, si tu voulais, il se passerait quelque chose… ». Ces mots simples consacrent le désir comme seul véritable moteur de la vie, au-delà de la vie qui se fait et se défait.

## Discographie
- 45T "Pres d'aquest país sóc", 1974
- 33T "A la recerca d'una terra", 1977
- 33T Tinc al cor un poble, 1983
- CD "Arbre", 1998
- CD "Entre tu i jo", 2005
- CD et 33T "Vora Vosaltres", 2023[3]